# Melnick 34
Melnick 34, även känd som BAT99-116, är en binär Wolf–Rayet-stjärna nära R136 i 30 Doradus-komplexet (Tarantelnebulosan) i Stora magellanska molnet (LMC) i södra delen av stjärnbilden Svärdfisken. Den har en skenbar magnitud av ca 13,09 och kräver ett kraftfullt teleskop för att kunna observeras. Baserat på parallax enligt Gaia Early Data Release 2 på ca 0,0269 mas beräknas den befinna sig på ett avstånd av ca 163 000 ljusår (ca 49 970 parsec) från solen. Den rör sig bort från solen med en heliocentrisk radialhastighet av ca 287 km/s. Båda komponenterna är bland de mest massiva och mest ljusstarka stjärnorna som är kända och systemet är den mest massiva kända dubbelstjärnan.

## Observation

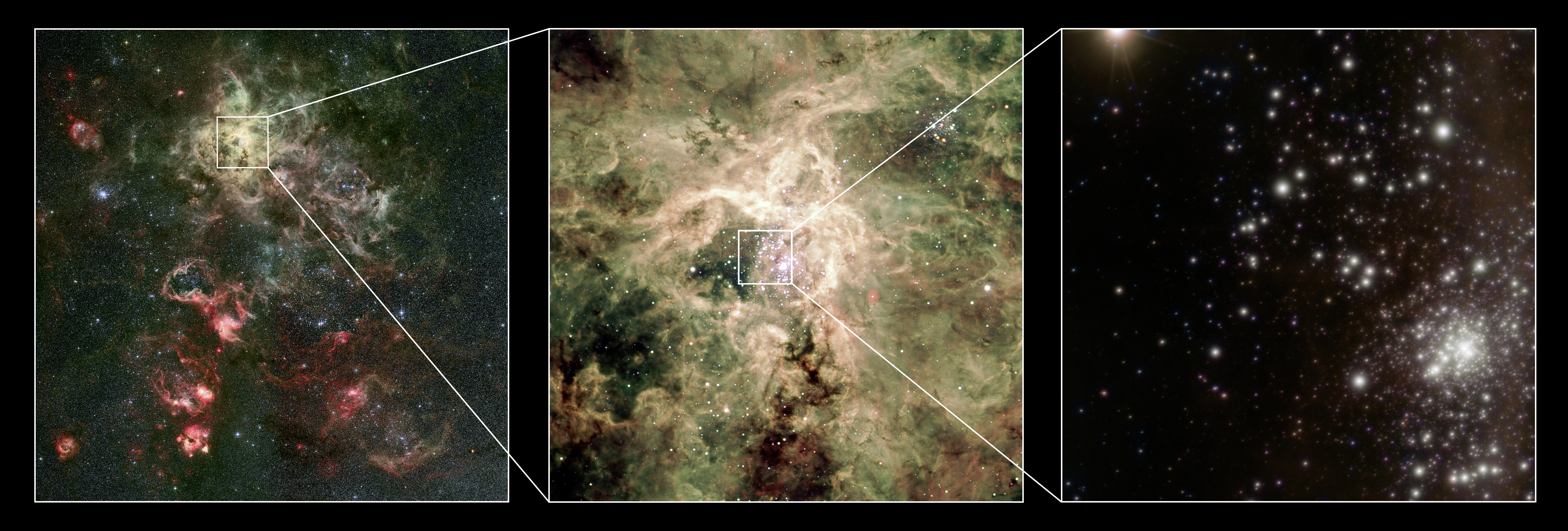
NGC 2070-regionen. MK 34 är den ljusa isolerade stjärnan till vänster om R136- klustret i den högra bilden.

Melnick 34 är en dubbelstjärna med en omloppsperiod på 155 dygn. Den visar hög röntgenljusstyrka som är karakteristisk för dubbelstjärnor i kolliderande stjärnvind och periodiska variationer i ljusstyrka, spektral absorption och röntgenljusstyrka.
Banan har beräknats utifrån spektroskopiska observationer med Very Large Telescope. De två komponenterna har identisk spektraltyp av WN5h och spektrallinjerna för var och en varierar med en period av 155 dygn, vilket indikerar projicerade omloppsrörelser med hastighet på 130 respektive 141 km/s. De liknande omloppshastigheterna visar att de två komponenterna har liknande massa. Följeslagaren har en massa av 92 procent av primärstjärnans, förutsatt en banlutning nära 50°. Lutningen av 50° matchar bäst omloppsegenskaperna för de två stjärnorna med deras observerade egenskaper. Banan är måttligt excentrisk, med en periastronseparation på ca.0,9 AE.

## Egenskaper

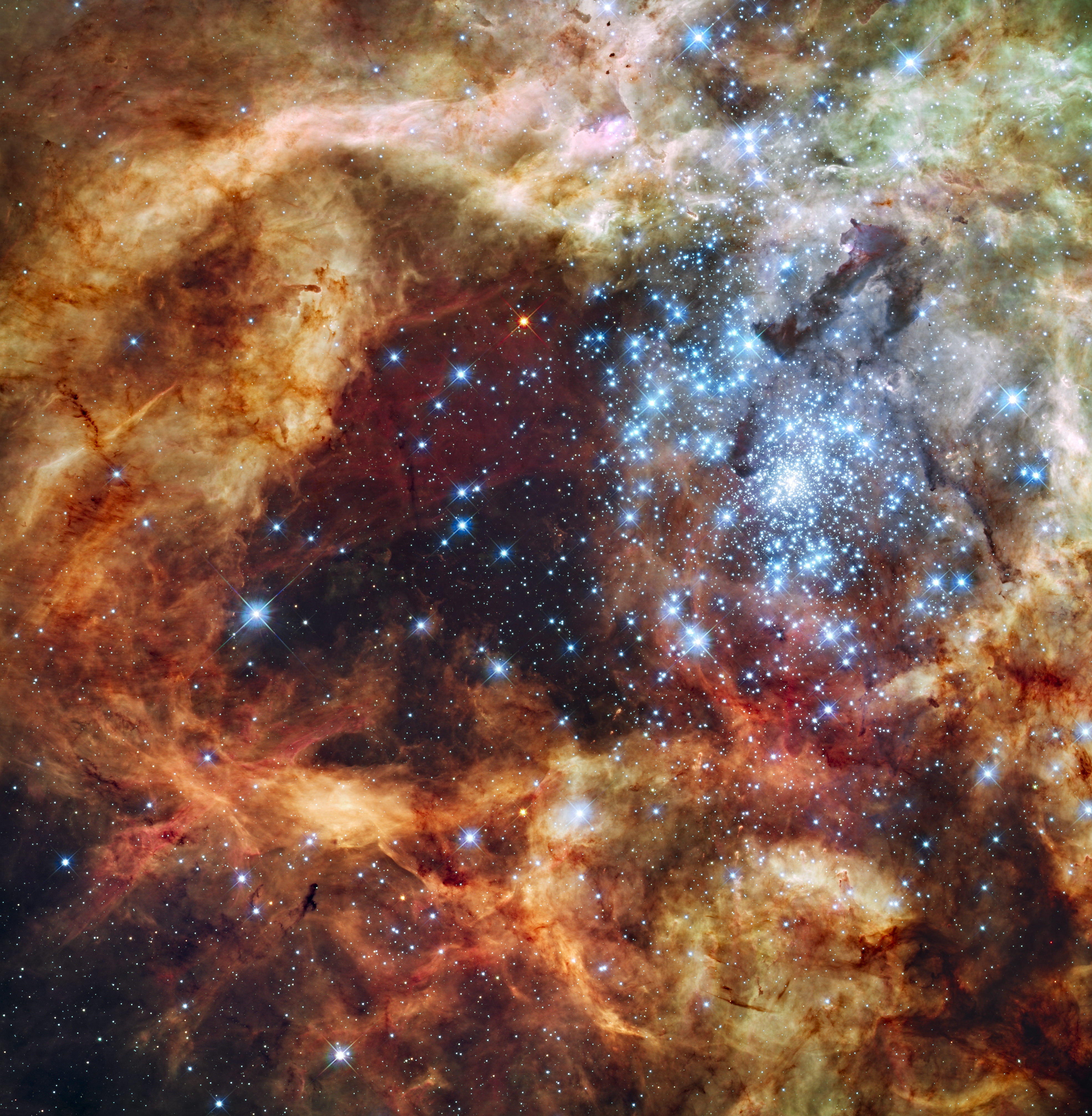
R136 i NGC 2070, med Melnick 34 just till vänster om den central koncentrationen.

Primärstjärnan Melnik 34 A är en blå superjättestjärna i huvudserien av spektralklass WN5h. Den har en massa av ca 148 solmassor, en radie av ca 19 solradier och utsänder energi från dess fotosfär motsvarande ca 2 042 000 gånger solen vid en effektiv temperatur av ca 53 000 K.
Följeslagaren Melnick 34 B, är en blå superjättestjärna i huvudserien av spektralklass WN5h. Den har en massa av ca 135 solmassr, en radie av ca 18 solradier och utsänder energi från dess fotosfär motsvarande ca 1 585 000 gånger solen vid en effektiv temperatur av ca 53 000 K.
De två komponenterna i Melnick 34 har spektra med framträdande emissionslinjer av högjoniserat helium, kväve och kol. Suffixet h anger att spektret också innehåller vätelinjer som vanligtvis inte ses i Wolf-Rayet-spektra. Styrkan hos heliumemissionslinjerna i spektret visar att stjärnans yttre skikt består av 35 procent helium. Emissionslinjespektra för de två stjärnorna påverkas av kraftig massförlust som genereras av en tät stjärnvind. Båda stjärnorna har en stjärnvind med en hastighet på ca 2 500 km/s vilket gör att varje stjärna tappar mer än en solmassa per 10 000 år, en miljard gånger starkare än solvinden.

## Utveckling
Även om Wolf-Rayet-stjärnor vanligtvis är gamla stjärnor som har förlorat sina yttre lager av väte, är vissa mycket unga massiva stjärnor, som fortfarande innehåller väte. Båda stjärnorna i Melnick 34 är mycket unga, och helium-, kol- och kvävefusionsprodukterna i deras spektra genereras av den starka konvektion som sker i massiva huvudseriestjärnor och genom rotationsblandning. Stjärnorna har en projicerad rotationshastighet av ungefär 240 respektive 250 km/s.
Modellering av stjärnornas utveckling ger åldrar på ungefär 500 000 år, med nuvarande massor på cirka 139 respektive 127 solmassor och initiala massor på 144 respektive 131 solmassor. Dessa liknar massorna som härleds från observation. Stjärnorna förväntas ha en livslängd med kärnfusion av väte på cirka 2,2 miljoner år och förväntas inte genomgå något betydande massutbyte under dess utveckling. Båda stjärnorna bör nå kärnkollaps med massor för höga för att bli en normal supernova. Istället kommer de sannolikt att bli en svag supernova följt av kollaps till ett svart hål, eller direkt kollapsa till ett svart hål utan någon synlig explosion.